# Alfonso Boekhoudt
Juan Alfonso Boekhoudt (27 januari 1965) is een Arubaans politicus. Sinds 1 januari 2017 is hij Gouverneur van Aruba. Daarvoor was hij van 14 november 2013 tot 1 november 2016 Gevolmachtigd minister van Aruba in Nederland als opvolger van Edwin Abath. Voor deze benoeming was hij directeur van het Havenbedrijf Aruba. Hij was ook voorzitter van het Rode Kruis van Aruba.

## Benoeming tot gouverneur
In oktober 2016 werd Boekhoudt door de Raad van ministers van het Koninkrijk der Nederlanden benoemd tot Gouverneur van Aruba per 1 januari 2017, op nominatie van Ronald Plasterk.
De benoeming leidde tot kritiek van de Arubaanse premier Mike Eman, die graag zijn minister van financiën Angel Bermudez benoemd had willen zien. De regering van Aruba zegde het vertrouwen in Boekhoudt op en dwong hem af te treden als gevolmachtigde minister per 1 november 2016. Op 18 oktober kwamen Eman en Plasterk tot een overeenkomst. Eman accepteerde de benoeming van Boekhoudt en Plasterk verklaarde openlijk dat de procedure geen 'schoonheidsprijs' verdiende.
Hij werd op voordracht van de regering Wever-Croes opnieuw benoemd voor een tweede termijn van zes jaar vanaf 1 januari 2023.
Felipe Tromp · 
Olindo Koolman · 
Fredis Refunjol · 
Alfonso Boekhoudt